# Eleuterio Riccardi
Eleuterio Riccardi (* 6. Dezember 1884 in Coldragone; † 19. Juni 1963) war ein italienischer Bildhauer und Maler.
Riccardi, der einer Töpferfamilie entstammte, kam 1900 nach Rom und debütierte 1902 als Bildhauer. Sein erster Lehrer war Giovanni Prini, der um sich eine Gruppe junger futuristischer Künstler wie Giacomo Balla, Mario Sironi und Umberto Boccioni gesammelt hatte. 1912 ging er nach München, wo er einen Preis für die Plastik Il fornaciaio, ritratto del padre erhielt, die unter dem Eindruck einer van-Gogh-Ausstellung in Berlin entstanden war.
Ab 1915 stellte er erste Werke in Rom aus, und 1918 organisierte er mit Mario Recchi die Mostra d’arte indipendente, an der u. a. Carlo Carrà, Giorgio de Chirico, Ferruccio Ferrazzi, Enrico Prampolini und Ardengo Soffici teilnahmen und er selbst sich mit sieben Gemälden und sechs Skulpturen beteiligte.
1921 ging er mit seiner Frau und seiner Tochter nach London und fertigte dort im Auftrag der Lady Cunard eine Büste des Komponisten Frederick Delius, die in der National Gallery und in Kopie in der Tate Gallery ausgestellt wurde. Er wurde ein bedeutender Porträtist des englischen Adels und schuf im Verlauf eines Jahres 38 Skulpturen, die u. a. in der Goupil Gallery und der Royal Academy of Arts ausgestellt wurden.
Nach seiner Rückkehr nach Italien entstanden Porträtskulpturen u. a. von Nicola Moscardelli, Ferruccio Scattola und Corrado Alvaro, und bei der Quadriennale 1935 gewann Riccardi den Ersten Preis mit der Marmorskulptur Attesa. 1940 hatte er eine Einzelausstellung in Mailand. In den Kriegsjahren wandte er sich verstärkt der Malerei zu. An der Quadriennale 1960 beteiligte er sich mit einer Sammlung abstrakter grüner Keramikplastiken.